# فرودگاه ونس برند
فرودگاه ونس برند  (به انگلیسی: Vance Brand Airport)  یک فرودگاه همگانی   است که یک باند فرود بتن دارد و طول باند آن ۱۴۶۳ متر است. این فرودگاه در  کشور ایالات متحده آمریکا قرار دارد و در ارتفاع ۱۵۴۱ متری از سطح دریا واقع شده است.